# Lohachara

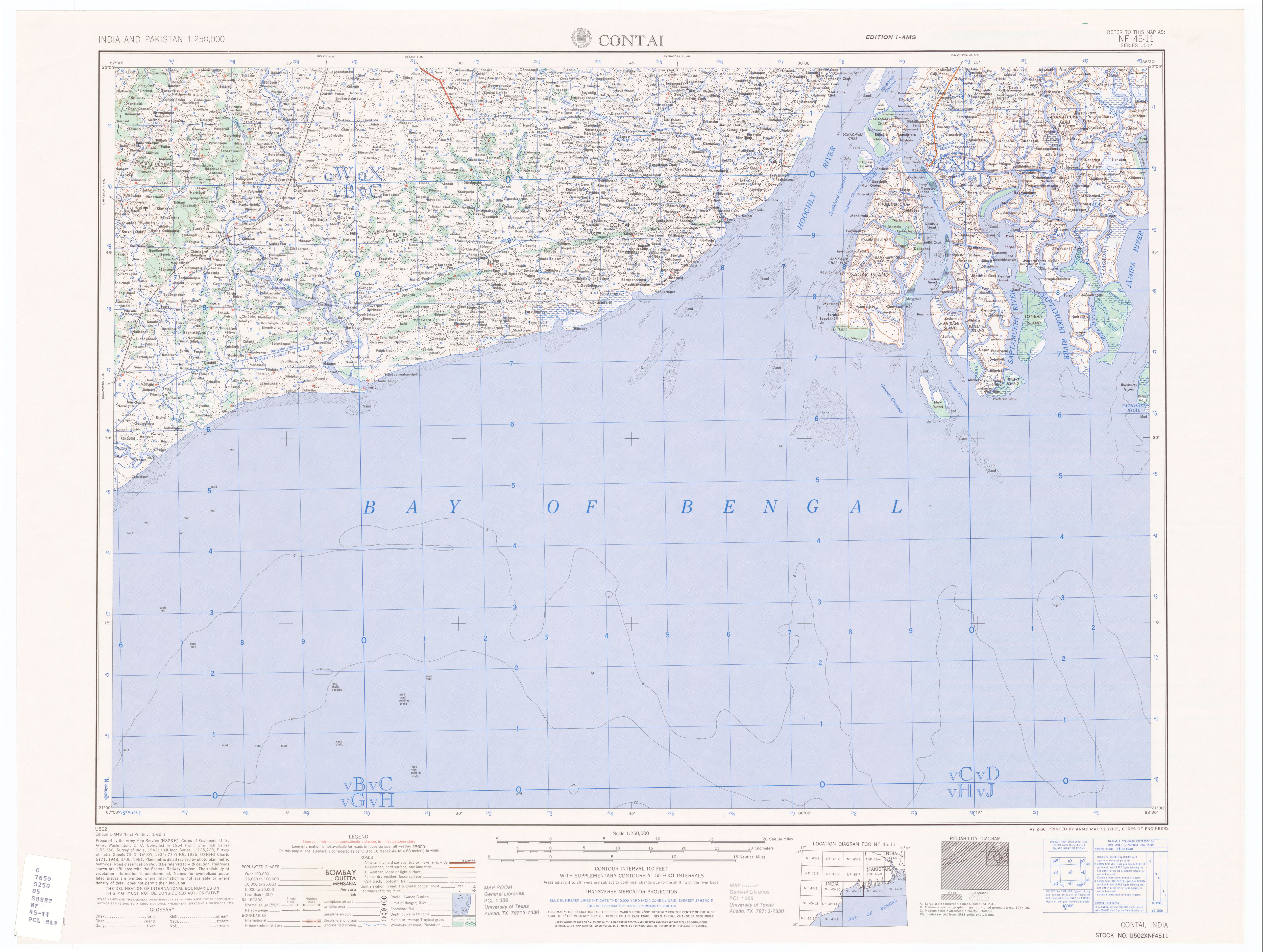
Mapa de 1954 en què es mostra l'illa de Lohachara.

Lohachara era un illot al delta del Ganges, proper a l'estat indi de Bengala Occidental. Va esser evacuada durant la dècada dels vuitanta a causa de la seva immersió que induí el desplaçament forçat de 6.000 famílies cap a l'illa de Sagar, la qual està ara parcialment submergida. La seva immersió definitiva va esser constatada per les autoritats índies al desembre del 2006. Després de vint anys, quatre illes - Bedford, Lohachara, Kabasgadi i Suparibhanga han estat definitivament submergides.
Encara que hi ha fets locals que han pogut esser causants de la immersió, com ara l'erosió, aquesta desaparició ha estat constantment lligada a la pujada del nivell del mar que s'ha donat a causa de l'escalfament global.